# Ulla Salzgeber

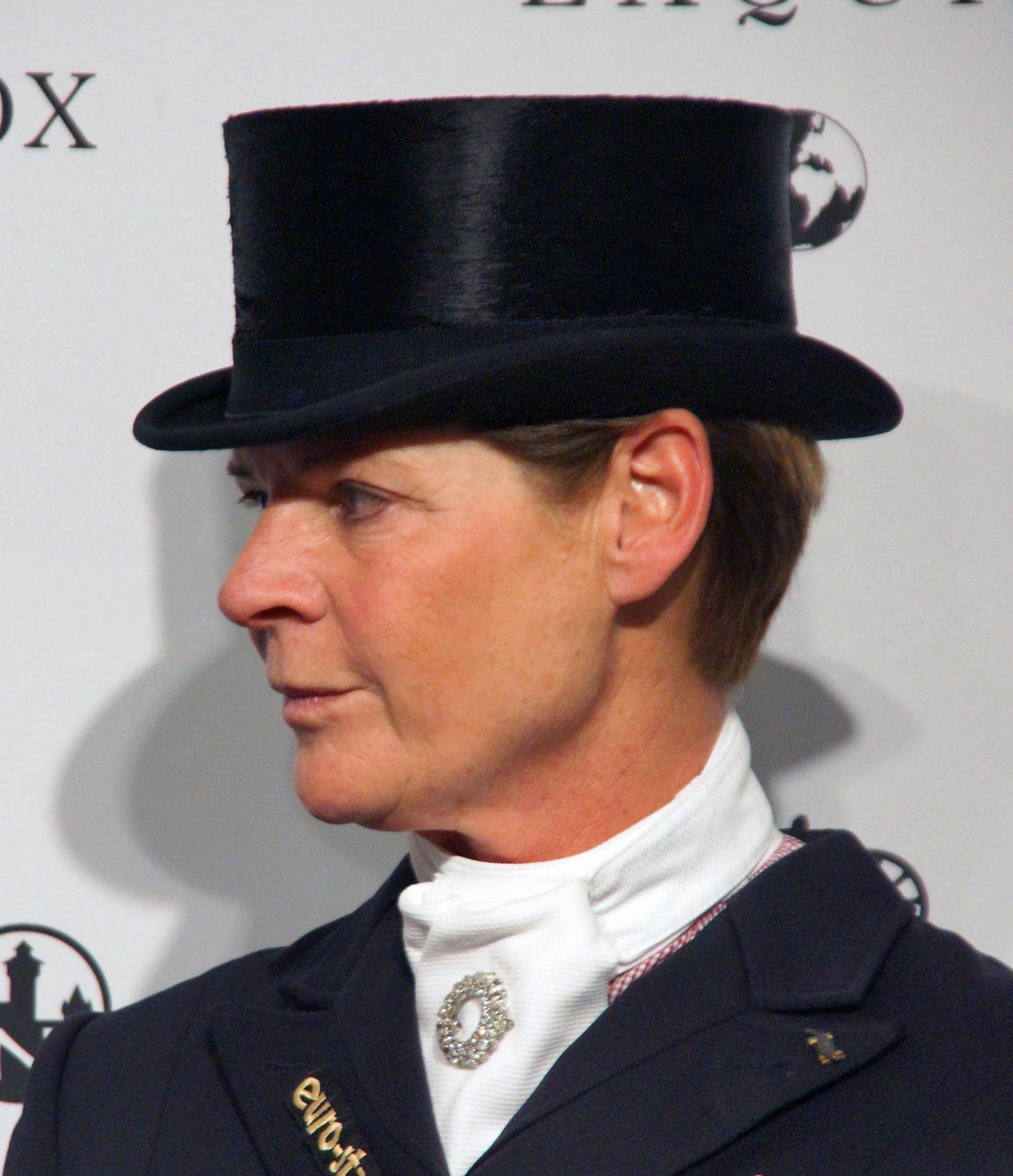
Ulla Salzgeber (2013)

Ulla Salzgeber (* 5. August 1958 in Oberhausen als U. Helbing) ist eine deutsche Dressurreiterin. In ihrer Karriere wurde sie bislang zweimal Olympiasiegerin und zweimal Weltmeisterin.

## Werdegang

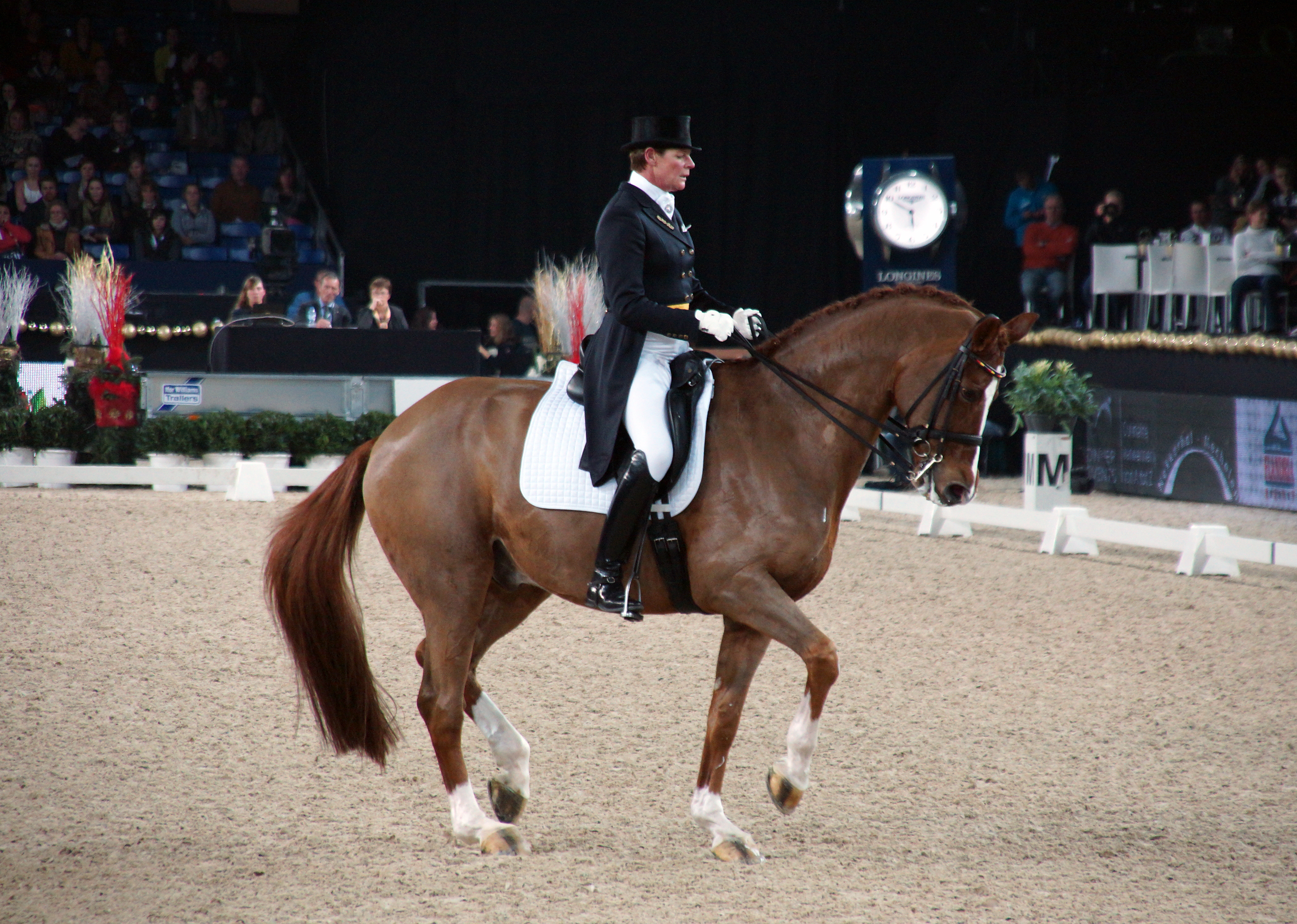
Ulla Salzgeber und Herzruf's Erbe beim CDI 5* Mechelen (Dezember 2013)

Ulla Salzgeber wuchs in einer reitsportbegeisterten Familie auf. Im Alter von zehn Jahren begann sie mit dem Voltigieren. Ihr späterer Trainer Fritz Tempelmann führte sie an das Dressurreiten heran. Im Alter von 19 Jahren wurde sie 1977 Mannschaftseuropameisterin und belegte den vierten Platz in der Einzelwertung in der Altersklasse der Junioren.
Nach Abschluss ihres Jurastudiums und der Heirat mit Sebastian Salzgeber zog sie nach Bad Wörishofen. Dort baute sie mit ihrem Mann ein Ausbildungszentrum für Dressurreiter auf.
1997 wurde Salzgeber für die Dressur-Europameisterschaften in Verden (Aller) in die deutsche Reiterequipe berufen. Auf Anhieb wurde sie Mannschaftseuropameisterin und belegte mit ihrem Pferd Rusty in der Einzelwertung Platz 6.
Bei den Weltreiterspielen 1998 in Rom wurde sie mit der deutschen Mannschaft Dressurweltmeisterin. Im Einzelwettbewerb errang sie hinter ihrer Mannschaftskollegin Isabell Werth und der Niederländerin Anky van Grunsven die Bronzemedaille. Diese Platzierungen wiederholte sie 2002 bei den Weltreiterspielen in Jerez de la Frontera.
Bei den Olympischen Spielen 2000 in Sydney wurde Salzgeber mit der deutschen Dressurmannschaft Olympiasiegerin. Im Einzelwettbewerb wurde sie hinter van Grunsven und Werth Dritte. Dabei musste sie ihre Nervenstärke beweisen, als während ihrer Kür die Musik aussetzte und sie ihren Ritt erst nach einer Unterbrechung fortsetzen konnte. Nach dem Rücktritt von Isabell Werths Gigolo wurde Salzgeber die stärkste deutsche Dressurreiterin. In den Jahren 2001 und 2002 gewann sie mit Rusty den Dressur-Weltcup.
Für die Olympischen Spiele 2004 in Athen galt Salzgeber zunächst als Topfavoritin. Nachdem ihr Pferd Rusty beim Weltcupfinale 2003 in Göteborg positiv auf Testosteron getestet worden war, musste sie ihren Titel als Weltcupsiegerin wieder abgeben und erhielt eine Geldstrafe. Die Deutsche Reiterliche Vereinigung sperrte sie im Februar 2004 für zwei Monate. Mit einer Ausnahmegenehmigung nahm Salzgeber an den Deutschen Meisterschaften 2004 teil und qualifizierte sich für die Olympischen Spiele. Nach Darstellung Salzgebers hatte der Tierarzt Hans Stihl das Pferd wegen einer Hautirritation ohne ihr Wissen mit Testosteronpropionat behandelt.
Im olympischen Wettbewerb sicherte Salzgeber am 21. August 2004 als Schlussreiterin mit einem nahezu fehlerfreien Ritt der deutschen Equipe den sechsten Olympiasieg im Mannschaftswettbewerb der Dressur in Folge. Im Einzel-Wettbewerb errang sie die Silbermedaille. Mit diesem Ritt zog sich Salzgeber vom Spitzensport zurück und verabschiedete ihr Pferd Rusty in den Ruhestand.
Dafür wurde sie am 16. März 2005 mit dem Silbernen Lorbeerblatt ausgezeichnet.
Nach mehrjähriger Abwesenheit im internationalen Dressursport meldete sich Ulla Salzgeber 2008 zurück. 2009 wurde sie mit Herzruf's Erbe Dritte im Spezial und in der Kür bei der Deutschen Meisterschaft in Balve. Im Jahr darauf verzichtete sie auf die Teilnahme am CHIO Aachen und an den Deutschen Meisterschaften 2010. Damit kam sie nicht für die deutsche Mannschaft bei den Weltreiterspielen 2010 in Betracht. Beim Weltcupfinale Anfang 2011 belegte sie mit Herzruf's Erbe den dritten Rang.
Im selben Jahr verzichtete sie auf die Teilnahme an den Deutschen Meisterschaften und damit auf eine eventuell mögliche Teilnahme an den Olympischen Spielen 2012.

„Bedingt durch meine häufige Abwesenheit als internationale Trainerin kann ich derzeit nicht über das volle Leistungspotenzial von Herzruf’s Erbe verfügen. Bei Olympischen Spielen muss jeder Sportler Top-Leistungen erbringen. Selbst wenn wir uns für die Mannschaft empfehlen sollten, wäre mir das Risiko zu hoch, dass mein Pferd in London nicht im gewünschten Ausmaß zu einem Spitzenergebnis für die Mannschaft beitragen könnte. Deshalb müssen meine persönlichen Ziele hinter den Interessen des deutschen Dressursports zurückstehen.“

Im März 2011 verließ sie Bad Wörishofen und zog in das nahe gelegene Blonhofen. Ab Juli 2016 ritt sie im Pferdesportzentrum Ettringen.
Nachdem Salzgeber bereits nicht an den Deutschen Meisterschaften 2011 teilgenommen hatte, gab sie Ende Juni 2011 auch ihren Verzicht auf den Start beim CHIO Aachen und bei den Europameisterschaften bekannt. Sie wolle sich derzeit auf ihre Trainertätigkeit konzentrieren. Ob eine Teilnahme bei späteren Championaten für sie in Betracht komme, ließ sie offen. Beim CHI Donaueschingen Ende September 2011 trat sie mit Herzruf's Erbe wieder im Turniersport an.
Herzruf's Erbe zeigte sich in Folge jedoch verletzungsanfällig, ab Spätsommer 2012 bekam er daher eine einjährige Weidepause und wurde nicht im Sport eingesetzt. Damit war Salzgeber zunächst ohne Pferd für den internationalen Turniersport. Im Herbst 2012 trainierte sie im saarländischen Ort Perl mehrere Pferde, die zuvor von Patrik Kittel geritten wurden. Dies beendete Salzgeber jedoch nach einigen Wochen wieder, da eine Tätigkeit an zwei entfernten Standorten mit zu hohem Stress verbunden sei, der ihre Trainertätigkeit stark einschränke.
Im Sommer 2015 verabschiedete Salzgeber Herzruf's Erbe in den Ruhestand. Zeitgleich bestritt sie mit dem Dunkelfuchs Sir Simon erste internationale Prüfungen, im Jahr 2016 folgten erste Auftritte auf Grand Prix-Niveau. Ihr letztes internationales Turnier bestritt Salzgeber in Mannheim im Mai 2017, Ende des Jahres zog sie sich als aktive Reiterin aus dem internationalen Sport zurück. Im Sommer 2018 bezog Ulla Salzgeber eine eigene Reitanlage in Königsbrunn.

## Pferde

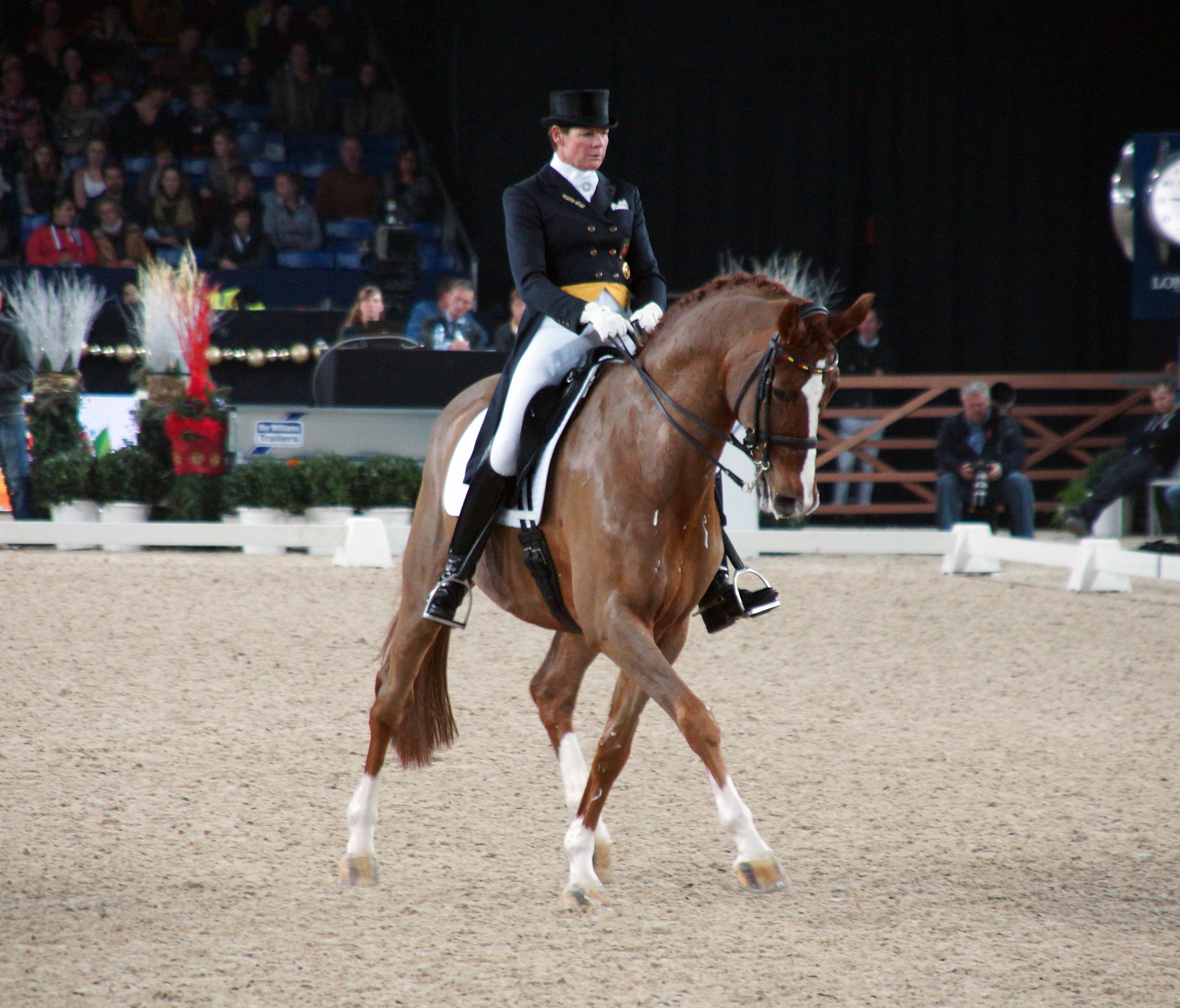
Ulla Salzgeber und Herzruf's Erbe

- Sir Simon 12 (* 2008), Westfälischer Dunkelfuchswallach, Vater: Samarant, Muttervater: Florestan I[20]
- Herzruf's Erbe (* 1999; † 2024), Rheinischer Warmblut-Fuchswallach, Vater: Herzruf, Muttervater: Caletto I, aus dem Sport verabschiedet[21]
- Wakana (* 2000, ursprünglicher Name: Weltwolke L), Thüringer Warmblut-Fuchsstute, Vater: Wolkentanz II, Muttervater: Wanderbursch II, ab Juni 2011 von Constanza Jaramillo geritten[22][23]
- Rusty (* 1988; † 2013), Lettischer Warmblut-Wallach, Vater: Rebus, Muttervater: Akcents, 2004 aus dem Sport verabschiedet[24][25][26]

## Erfolge

### Championate und Weltcup
- Olympische Spiele:
  - 2000: mit Rusty 3. Platz im Einzel und 1. Platz mit der Mannschaft
  - 2004: mit Rusty 2. Platz im Einzel und 1. Platz mit der Mannschaft
- Weltreiterspiele:
  - 1998, Rom: mit Rusty 3. Platz im Einzel und 1. Platz mit der Mannschaft
  - 2002, Jerez de la Frontera: mit Rusty 3. Platz im Einzel und 1. Platz mit der Mannschaft
- Europameisterschaften:
  - 1997, Verden: mit Rusty 6. Platz im Einzel und 1. Platz mit der Mannschaft
  - 1999, Arnheim: mit Rusty 2. Platz im Einzel und 1. Platz mit der Mannschaft
  - 2001, Verden: mit Rusty 1. Platz im Einzel und 1. Platz mit der Mannschaft
  - 1999, Hickstead: mit Rusty 1. Platz im Einzel und 1. Platz mit der Mannschaft
- Deutsche Meisterschaft (unvollständige Aufzählung):
  - 2000, Balve: mit Rusty 1. Platz
  - 2003, Gera: mit Rusty 1. Platz
  - 2004, Balve: mit Rusty 1. Platz
  - 2009, Balve: mit Herzruf's Erbe 3. Platz im Grand Prix Spécial und 3. Platz in der Grand Prix Kür
  - 2014, Balve: mit Herzruf's Erbe 2. Platz im Grand Prix Spécial und 4. Platz in der Grand Prix Kür
- Weltcupfinale:
  - 2001, Vilhelmsborg: mit Rusty 1. Platz
  - 2002, ’s-Hertogenbosch: mit Rusty 1. Platz
  - 2011, Leipzig: mit Herzruf's Erbe 3. Platz

### Beste internationale Ergebnisse (seit 2008)
- Grand Prix de Dressage:
  - 2008: 73,292 % (1. Platz beim CDI 3* Verden mit Herzruf's Erbe)
  - 2009: 72,596 % (2. Platz beim CDI 4* Donaueschingen mit Wakana)
  - 2010: 75,702 % (1. Platz beim CDI-W Frankfurt am Main mit Herzruf's Erbe)
  - 2011: 79,021 % (1. Platz beim CDI-W Lyon mit Herzruf's Erbe)
  - 2012: 78,298 % (3. Platz beim CDI 4* Dortmund mit Herzruf's Erbe)
  - 2013: 75,447 % (2. Platz beim CDI 4* Stuttgart mit Herzruf's Erbe)
  - 2014: 77,440 % (2. Platz beim CDI-W Lyon mit Herzruf's Erbe)
  - 2015: 76,576 % (2. Platz beim CDI 4* Dortmund mit Herzruf's Erbe)
  - 2016: 69,320 % (1. Platz beim CDI 3* Máriakálnok mit Sir Simon)
  - 2017: 68,020 % (12. Platz beim CDI 3* Mannheim mit Sir Simon)
- Grand Prix Spécial:
  - 2008: 71,320 % (2. Platz beim CDIO 3* Mondorf les Bains mit Herzruf's Erbe)
  - 2009: 72,458 % (1. Platz beim CDI 3* Stadl-Paura mit Herzruf's Erbe)
  - 2010: 75,900 % (2. Platz beim CDI 5* WDM Falsterbo mit Wakana)
  - 2011: 78,021 % (1. Platz beim CDI 4* Donaueschingen mit Herzruf's Erbe)
  - 2012: 79,000 % (3. Platz beim CDI 4* Dortmund mit Herzruf's Erbe)
  - 2013: 76,854 % (2. Platz beim CDI 4* Stuttgart mit Herzruf's Erbe)
  - 2014: 73,510 % (2. Platz beim CDI 4* Donaueschingen mit Herzruf's Erbe)
  - 2015: 77,647 % (2. Platz beim CDI 4* Dortmund mit Herzruf's Erbe)
  - 2016: 70,083 % (1. Platz beim CDI 3* Lipica mit Sir Simon)
  - 2017: 69,588 % (4. Platz beim CDI 3* Wiener Neustadt mit Sir Simon)
- Grand Prix Kür:
  - 2008: 74,200 % (3. Platz beim CDIO 3* Mondorf les Bains mit Herzruf's Erbe)
  - 2009: 79,100 % (3. Platz beim CDI 5* WDM München-Riem mit Herzruf's Erbe)
  - 2010: 79,850 % (2. Platz beim CDI 5* Stuttgart mit Herzruf's Erbe)
  - 2011: 83,125 % (1. Platz beim CDI 5* WDM München-Riem mit Herzruf's Erbe)
  - 2012: 79,550 % (1. Platz beim CDI 4* Perl mit Herzruf's Erbe)
  - 2013: 81,075 % (3. Platz beim CDI 5* WDM Mechelen mit Herzruf's Erbe)
  - 2014: 79,400 % (4. Platz beim CDI-W Odense mit Herzruf's Erbe)
  - 2015: 82,775 % (1. Platz beim CDI-W Neumünster mit Herzruf's Erbe)
  - 2016: 65,625 % (6. Platz beim CDI 3* Caselle di Sommacampagna mit Sir Simon)
  - 2017: –

## Auszeichnungen
Salzgeber wurde 2001 und 2002 zur Reiterin des Jahres gewählt. Am 9. Juli 2009 erhielt sie den Bayerischen Verdienstorden.

## Neben dem Sport
Neben ihrer sportlichen Karriere baute Salzgeber zugunsten des Patientenclubs der Orthopädischen Universitätsklinik Frankfurt am Main das Kinderhilfswerk Ulla Salzgeber Children Charity auf.